# Pirangoclytus
Pirangoclytus is een kevergeslacht uit de familie van de boktorren (Cerambycidae). De wetenschappelijke naam van het geslacht werd voor het eerst geldig gepubliceerd in 2011 door Martins & Galileo.

## Soorten
Pirangoclytus omvat de volgende soorten:
- Pirangoclytus amaryllis (Chevrolat, 1862)
- Pirangoclytus chaparensis Martins & Galileo, 2011
- Pirangoclytus flavius (Bates, 1870)
- Pirangoclytus fraternus Martins & Galileo, 2011
- Pirangoclytus granulipennis (Zajciw, 1963)
- Pirangoclytus insignis (Chevrolat, 1862)
- Pirangoclytus jauffreti Martins & Galileo, 2011
- Pirangoclytus laetus (Fabricius, 1801)
- Pirangoclytus latecinctus (Bates, 1870)
- Pirangoclytus latithorax (Martins & Galileo, 2008)
- Pirangoclytus mendosus (Galileo & Martins, 1996)
- Pirangoclytus mniszechii (Chevrolat, 1862)
- Pirangoclytus nubicollis (Zajciw, 1964)
- Pirangoclytus placens (Chevrolat, 1862)
- Pirangoclytus purus (Bates, 1870)
- Pirangoclytus rubefactus (Bates, 1870)
- Pirangoclytus sulphurosus (Di Iorio, 2006)
- Pirangoclytus triangularis (Castelnau & Gory, 1841)
- Pirangoclytus ycoca (Galileo & Martins, 2007)